# 마쓰자카 가즈오
마츠자카 가즈오(일본어: 松坂和夫 まつさか かずお[*], 1927년 2월 15일 ~ 2012년 1월 4일)는 일본의 수학자이다. 히토츠바시 대학의 명예교수이다.

## 생애와 이력
효고현 고베시에서 태어났다. 도쿄도립 히비야 고등학교 4수, 무사시 고등학교(현 무사시 중학교·고등 학교)등을 거치고, 1950년, 도쿄 대학 수학과를 졸업. 1950년 도쿄 대학 교양학부 조수가 되었고, 1953년 무사시 대학 조교수, 1951년 쓰다주쿠 대학 조교수, 1970년 히토츠바시 대학 법대교수, 1948년 히토쓰바시 대학 경제학부 교수 병임. 1990년 동양영일여학원대학(東洋英和女学院大学)교수 취임, 히토츠바시 대학 명예교수 칭호를 받는다. 수학 입문서를 많이 집필하였다. 일본의 도쿄서적(東京書籍)에서 발행하는 고등학교 수학교과서의 집필에 참여하기도 했다.
제자로는 아라이 노리코(新井紀子, 일본국립정보학연구소 교수, 동경공업대학 정보이공학과 제휴교수)가 있다.

## 저서
- 『해석입문』1-6
- 『수학독본』1-6
- 『대수에서의 출발(代数への出発)』
- 『선형대수학입문(線型代数学入門)』
- 『수학서설　집합과 대수(数学序説　集合と代数)』
- 『대수계입문(代数系入門)』
- 『집합・위상공간입문(集合・位相入門)』

## 역서
- 서지 랭저『해석입문』1,2 (카타야마 코지(片山孝次)와 공동번역, 일본어)
- 서지 랭저 『자아, 수학합시다!(さあ数学しよう！)』 (오하시 요시후사(大橋義房)와 공동번역, 일본어)